# Velebit-csatorna
A Velebit-csatorna (horvátul: Velebitski kanal) egy mintegy 120 km hosszúságú tengeri csatorna az Adriai-tengerben, Horvátország területén.

## Fekvése
A Velebit-csatorna a Vinodoli-csatorna folytatása mely elválasztja a Velebit-hegység partvidékét a Krk - Prvić - Goli - Rab - Pag szigetsortól. Északon a Žrnovnica-öböltől, tovább a keleti oldalon a horvát szárazföld mentén, valamint a nyugati oldalon a Krk-szigettől (a Glavina-foktól), a Prvić-, a Goli-, a Rab- és Pag-szigetig, valamint a másik oldalon a Novsko ždrilo bejáratáig tart. Hosszúsága 120 km, átlagos szélessége 3–4 km, legnagyobb mélysége 106 m.
A nagyobb települések (Zengg, Szentgyörgy, Jablanac és Karlobag) a keleti, szárazföldi partvidéken találhatók. Kompjáratok közlekednek Jablanac - Mišnjak (Rab-sziget), Jablanac - Stara Novalja (Pag-sziget) és Prizna - Žigljen (Pag-sziget) között.

## Éghajlata
A hajózás szempontjából a csatornának rossz hírneve van, mert a bóra nagyon erős és kiszámíthatatlan. Különösen azért veszélyes, mert nincs biztonságos menedékhely. A Velebit-csatorna rossz hírnevét elsősorban a téli viharok okozzák, amelyek során a bóra ereje a Beaufort-skálán rendszeresen eléri a 12-es erősséget. Az erős bóra a Pag partján sót rak le.
A szélnek a tengerre gyakorolt hatása felemeli a tengervíz cseppjeit és „tengeri füstöt” hoz létre. Amikor a vízcseppek útjukat befejezik kiszáradnak, a víz elpárolog, vagy az aljzat felszívja őket. Miután a tengervízcseppek kifogytak a vízből, vékony réteg finom só marad, mely a parti növényzetre, de ha bőségesebb, akkor házakra és sziklákra is rátelepedik. Abban az esetben, ha az erős bóra sokáig tart, a só vastagsága néhány centiméter is lehet, így a só által érintett területeken mintha hó esett volna.
Ezek a körülmények nyáron nem fordulnak elő, de a bóra ekkor is néha előzmény nélkül erős lökésekkel támad fel. A bóra ereje és turbulenciája fokozatosan csökken, amikor eltávolodik a Velebit-csatornától. A jugo ezen a csatornán is nagyon erősen fújhat. A Velebit-csatornán a legerősebb a bóra az Adriai-tengeren, viszont a jugo a leggyengébb. Gyakran előfordul, hogy a Velebit-csatorna délkeleti részén szélcsend van, míg az Adriai-tenger más részein mérsékelt, sőt erős déli szél fúj. Ez Ravni kotarinak köszönhető, amely délről hatékonyan védi a csatornát. A mistral szintén viszonylag gyenge.

## Fordítás
- Ez a szócikk részben vagy egészben  a   Velebitski kanal című horvát Wikipédia-szócikk ezen változatának fordításán alapul.  Az eredeti cikk szerkesztőit annak laptörténete sorolja fel. Ez a jelzés csupán a megfogalmazás eredetét és a szerzői jogokat jelzi, nem szolgál a cikkben szereplő információk forrásmegjelöléseként.